# ألفرد إي. بول
ألفرد إي. بول (بالإنجليزية: Alfred E. Bull)‏ هو طبيب أسنان أمريكي، ولد في 1 فبراير 1867 في نيويورك في الولايات المتحدة، وتوفي في 20 يناير 1930.